# Vivel del Río Martín
Vivel del Río Martín è un comune spagnolo di 84 abitanti situato nella comunità autonoma dell'Aragona.